# フィリップ・ダノー
フィリップ・ダノー（Phillip Danault、1993年2月24日 - ）は、カナダ連邦ケベック州ビクトリアビル出身のプロアイスホッケー選手。ポジションはセンター。ナショナルホッケーリーグ(NHL)のロサンゼルス・キングス所属。  

## 経歴
ビクトリアビルで生まれ、2005年に同地のアイスホッケーチーム、ビクトリアビル・ティグレスのU13チームに入団。以降、ジュニア時代はQMJHLに属するビクトリアビル・ティグレス、モンクトン・ワイルドキャッツでプレー。

### プロ入りとブラックホークス時代
2011年のNHLドラフト1巡目（全体26位）でシカゴ・ブラックホークスから指名を受けた。入団後はブラックホークスの下部組織に当たるアメリカン・ホッケー・リーグ(AHL)のロックフォード・アイスホッグスに配属された。
2014年11月22日のエドモントン・オイラーズ戦でNHLデビューを果たした。 
2015-16シーズンも開幕時はAHL所属だったが、2015年12月18日にブラックホークスに昇格。12月20日のサンノゼ・シャークス戦でのアシストで、NHL初ポイントを記録。2016年1月8日にはNHL初ゴールを記録。

### カナディアンズ時代
2016年2月26日に、モントリオール・カナディアンズへのトレード移籍が決定。2016年7月にはカナディアンズとの新規の2年契約に合意した。
2018-19シーズンはシーズン開幕前の2018年7月にカナディアンズとの契約を更新し、新たに3年契約にサインした。シーズンでは12月22日に自身初のハットトリックを達成した。最終的にキャリアハイとなる53ポイントを記録した。
2020-2021年シーズンオフにFAとなった。

### キングス時代
2020-2021年シーズンオフにロサンゼルス・キングスとの6年契約に合意した。 

## 詳細情報

### 背番号
- 24（2014年 - ）